# Fabio Ceccherini
Fabio Ceccherini (San Gimignano, 12 settembre 1958) è un politico italiano, ex presidente della Provincia di Siena.

## Biografia
Dopo aver ottenuto la maturità scientifica, è stato dirigente della Confederazione nazionale dell'artigianato dal 1984 al 1990, sindaco di Poggibonsi (per due mandati, dal 1990 al 1999), presidente della società di gestione rifiuti della Valdelsa, membro del consiglio di amministrazione della Finanziaria senese di sviluppo (Fises).
Nel 2008 nasce suo figlio Valentino.
Già esponente del PCI, è poi confluito nel PDS e nei DS.
Viene eletto presidente della Provincia di Siena nel 1999, con il 64,2% dei voti, appoggiato da una coalizione formata da DS, PPI, Verdi, PdCI, I Democratici e SDI. Viene poi confermato per il secondo mandato alle elezioni del 12 e 13 giugno 2004, raccogliendo il 62,5% dei voti in rappresentanza di DS, La Margherita, Riformisti, Verdi e PdCI. Il suo mandato amministrativo è scaduto nel 2009, quando nel frattempo aveva aderito al Partito Democratico (Italia).